# Alfred Krauß
Alfred Krauß (Zara, 26 aprile 1862 – Bad Goisern am Hallstättersee, 29 settembre 1938) è stato un generale e politico austriaco che prestò servizio durante la prima guerra mondiale. Nel dopoguerra fu anche il presidente dell'Associazione nazionale ufficiali con sede a Vienna, deputato del partito Nazista e membro delle Sturmabteilungen.

## Biografia
Alfred Krauß nacque a Zara il 26 aprile 1862 e dopo aver frequentato la scuola elementare entrò alla scuola militare presso Hranice, quindi fu ammesso all'accademia militare Teresiana di Wiener Neustadt. Terminati gli studi nel 1883, Krauß entrò a far parte dell'11º Reggimento fanteria, e tre anni dopo riprese gli studi, stavolta alla Scuola di Guerra (K.u.k. Kriegsschule) di Vienna, dalla quale uscì nel 1888 per diventare ufficiale di Stato Maggiore della 20ª Brigata di fanteria, stanziata a Hradec Králové.

Dopo essere passato nel 1891 ad un altro Stato Maggiore a Bratislava, nel 1897 Krauß divenne direttamente capo di Stato Maggiore della 2ª Divisione fanteria a Jarosław prima e della 33ª Divisione fanteria poi, a Komárno.
Nei primi anni del Novecento Alfred Krauß ricoprì altri incarichi, compreso quello di comandante della Scuola di Guerra di Vienna, e allo scoppio della prima guerra mondiale si trovava al vertice della 29ª Divisione fanteria in Serbia, e nel dicembre 1914 fu nominato comandante delle forze austro-ungariche nei Balcani. Nel 1917 fu capo del I Corpo austro-ungarico con cui partecipò alla battaglia di Caporetto, e un anno dopo venne trasferito al fronte orientale per prendere il comando delle forze austro-ungariche lì dislocate.
Finita la guerra, Krauß si congedò dall'esercito.
La sua vita comunque non si distaccò totalmente dall'ambito militare, perché nel 1920 egli era il presidente dell'Associazione nazionale ufficiali di Vienna. Dall'aprile 1938 Krauß fu anche membro del partito Nazista e deputato al palazzo del Reichstag, nonché brigadeführer delle SA. Gli venne conferito a titolo onorifico il grado di Generale di Fanteria (General der Infanterie a.D.) nella Wehrmacht.
Morì a Bad Goisern am Hallstättersee il 29 settembre 1938.

## Opere
- Moltke, Benedek und Napoleon 1901.
- Lehren aus dem Russisch-türkischen Krieg 1877/78 1903.
- 1805 - Der Feldzug von Ulm 1912.
- Unser Deutschtum! 1920.
- Die Ursachen unserer Niederlage - Erinnerungen und Urteile aus dem Weltkrieg 1920
- Die Wesenseinheit von Politik und Krieg als Ausgangspunkt einer deutschen Staatslehre 1921.
- Die Bedeutung Österreichs für die Zukunft des deutschen Volkes 1923.
- Das "Wunder von Karfreit", im Besonderen der Durchbruch bei Flitsch und die Bezwingung des Tagliamento 1926.
- Der Irrgang der deutschen Königspolitik 1927.
- Führertum 1931.
- Gestalter der Welt 1932.
- Gebirgskrieg 1935.
- Theorie und Praxis in der Kriegskunst 1936.

Fonte